# Geminiraptor
Geminiraptor ("lupič - dvojče", pocta paleontoložkám Celině a Marině Suarezovým) byl rod drobného masožravého dinosaura (teropoda) z čeledi Troodontidae, který žil asi před 130 až 125 miliony let na území dnešního Utahu (USA).

## Popis
Geminiraptor byl menší, štíhle stavěný dravec se srpovitými drápy na zadních končetinách. Byl pravděpodobně opeřený a měl relativně velkou mozkovnu. Dosahoval zřejmě délky kolem 1,5 metru a hmotnosti v řádu jednotek kilogramů.

## Objev

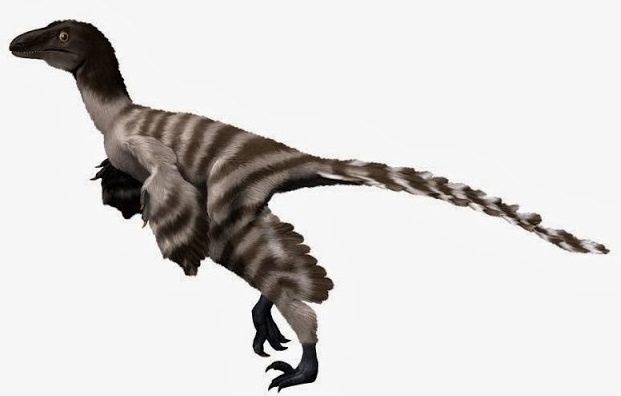
Přibližné vzezření dospělého jedince rodu Geminiraptor.

Fosilie tohoto spodnokřídového dinosaura byly objeveny v usazeninách souvrství Cedar Mountain. Objevená maxila (horní čelist) dostala katalogové označení CEUM 7319 a její stavba naznačuje, že nejbližšími příbuznými geminiraptora jsou rody Byronosaurus, Sinornithoides, Sinusonasus a vývojově pokročilejší zástupci čeledi Troodontinae.
Tento teropod byl formálně popsán v roce 2010 týmem amerických paleontologů, typovým druhem je G. suarezarum (pocta pro geoložky Celinu a Marinu Suarezovy, které objevily lokalitu s fosiliemi tohoto dinosaura).